# Thomas Scott (Tontechniker)
Thomas Scott (geb. vor 1977) ist ein US-amerikanischer Tonmeister.

## Leben
Scott studierte Bauingenieurwesen und arbeitete für das Friedenscorps zwei Jahre in Venezuela. Nach seiner Zeit vom Friedenscorps begann er bei einem Tonstudio in Los Angeles zu arbeiten. 1979 wurde er für Francis Ford Coppolas Kriegsfilm Apocalypse Now engagiert, mit dem er seine nur ein halbes Jahrzehnt dauernde Karriere als Tonmeister begann. 1984 erhielt er seinen ersten Oscar in der Kategorie Bester Ton für Der Stoff, aus dem die Helden sind, gemeinsam mit Mark Berger, Randy Thom und David MacMillan. Im darauf folgenden Jahr erhielt er seinen zweiten Oscar für Amadeus, zusammen mit Mark Berger, Todd Boekelheide und Christopher Newman. Zwischen 1985 und 1992 arbeitete er als Chefingenieur bei Skywalker Sound, einer Unterabteilung von LucasArts; danach gründete er zusammen mit weiteren LucasArts-Mitarbeiter die Firma EDnet, deren Vice President er seit 1992 ist. Er ist unter anderem Mitglied der Audio Engineering Society (AES), der National Academy of Recording Arts and Sciences (NARAS) und der Academy of Motion Picture Arts and Sciences (AMPAS).

## Filmografie (Auswahl)
- 1979: Apocalypse Now
- 1980: Fame – Der Weg zum Ruhm (Fame)
- 1981: Einer mit Herz (One from the Heart)
- 1982: Die Hunde sind los (The Plague Dogs)
- 1983: Der Stoff, aus dem die Helden sind (The Right Stuff)
- 1984: Amadeus
- 1985: Die Himmelsstürmer (Heaven Help Us)

## Auszeichnungen
- 1984: Oscar in der Kategorie Bester Ton für Der Stoff aus dem die Helden sind
- 1985: Oscar in der Kategorie Bester Ton für Amadeus